# Ciudad Jardín (Córdoba)
Ciudad Jardín es un barrio de Córdoba (España). Los límites del barrio se encuentran en las avenidas de Medina Azahara al norte, Gran Vía Parque al oeste, la avenida del Aeropuerto al sur y la avenida República Argentina al este. El barrio está situado en el distrito Poniente-Sur, quedando al oeste el barrio de Poniente.
Se trata de uno de los primeros barrios de expansión de la ciudad en el siglo XIX. Su nombre viene dado porque en primer proyecto de creación se contemplaban jardines y parques repartidos por toda la zona, aunque finalmente, debido a la necesidad de la población cordobesa, no tuvo ningún parque hasta finales del siglo XX cuando se abrieron los Jardines de Juan Carlos I y el Bulevar de Hernán Ruiz.

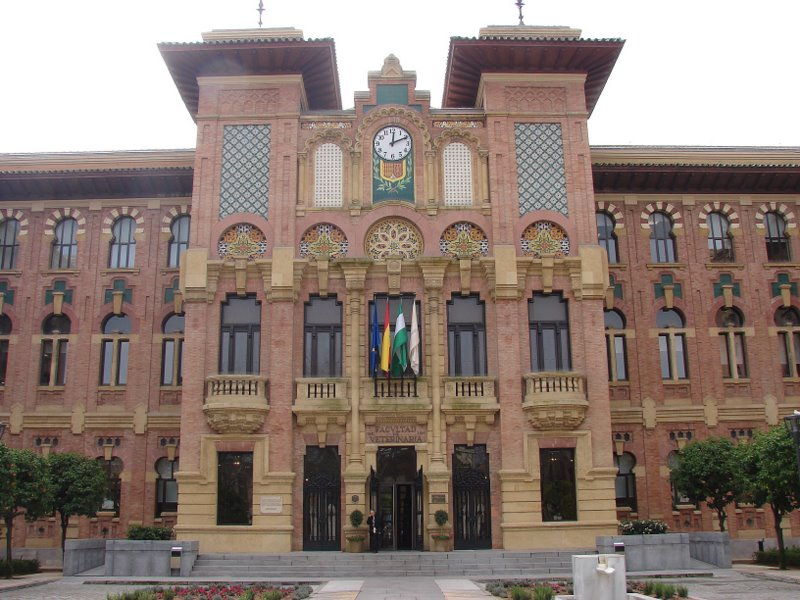
Rectorado de la Universidad de Córdoba.
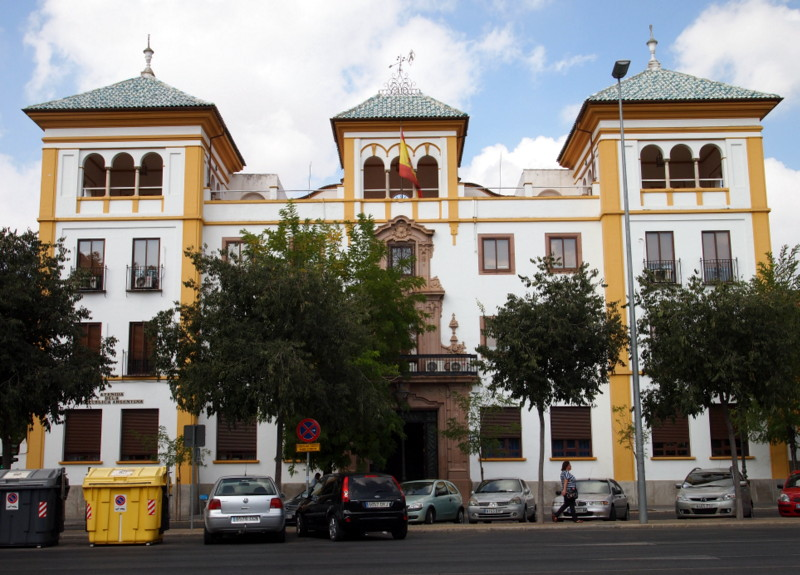
Casino Militar.
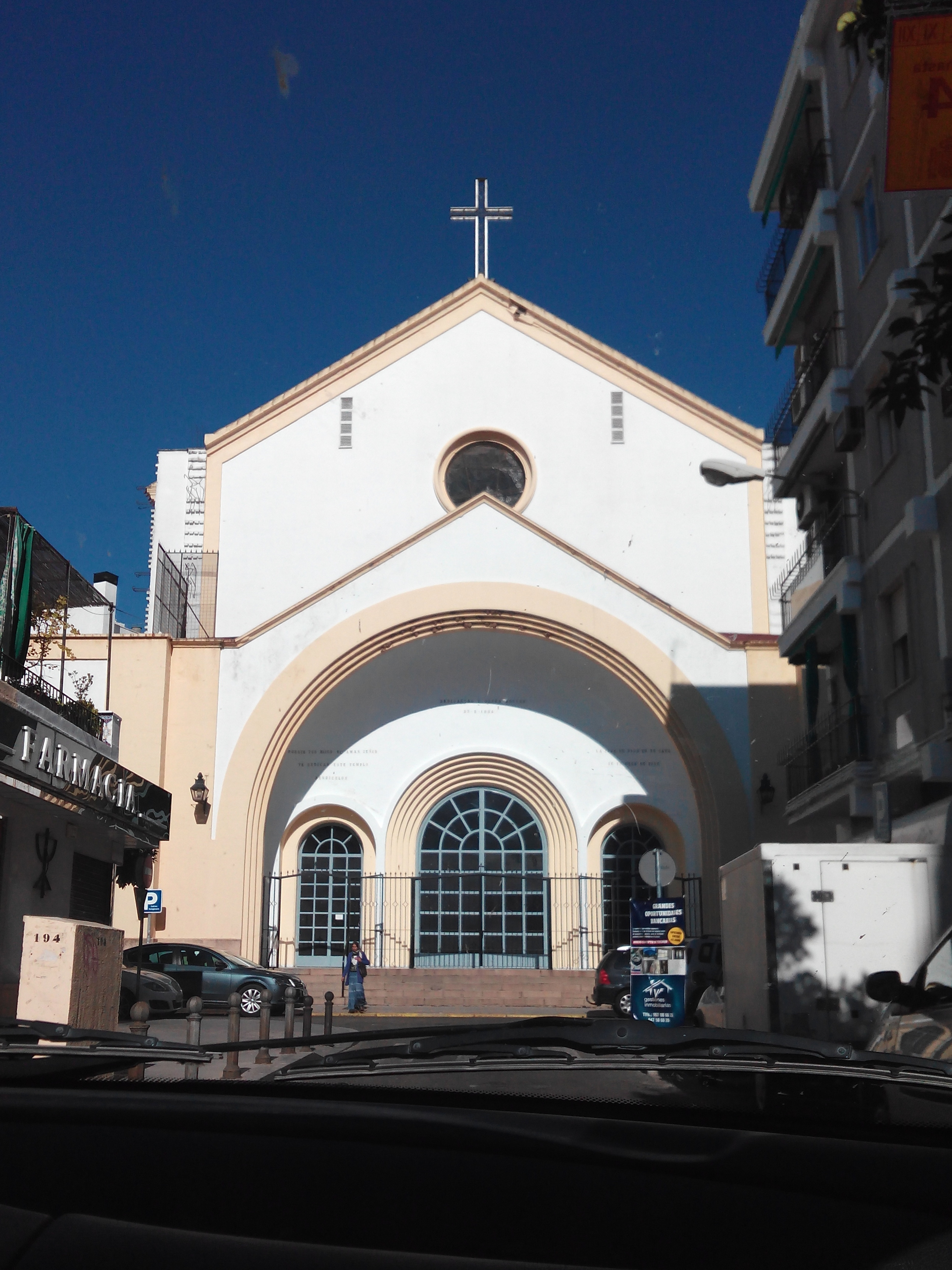
Iglesia de la Inmaculada Concepción y San Alberto Magno.